# Plocoglottis lowii
Plocoglottis lowii är en orkidéart som beskrevs av Heinrich Gustav Reichenbach. Plocoglottis lowii ingår i släktet Plocoglottis och familjen orkidéer. Inga underarter finns listade i Catalogue of Life.